# Juan Carlos Ablanedo
Juan Carlos Ablanedo Iglesias (* 2. September 1963 in Mieres, Region Asturien) ist ein ehemaliger spanischer Fußballtorwart.

## Karriere

### Verein
Ablanedo durchlief ab seinem zehnten Lebensjahr die Jugendabteilungen bei Sporting Gijón. 1981 rückte er in den Seniorenbereich auf, wo er zunächst überwiegend in der zweiten Mannschaft eingesetzt wurde. Sein erstes Spiel in der Primera División bestritt Ablanedo am 2. Januar 1983 gegen Español Barcelona, als er für den des Feldes verwiesenen José Aurelio Rivero eingewechselt wurde.
In der Saison 1984/85 gelang ihm der Durchbruch zum Stammtorhüter. Ablanedo kassierte bei 33 Einsätzen nur 22 Gegentore und erhielt dafür die Zamora-Trophäe, mit der er auch in der folgenden Saison und am Ende der Spielzeit 1989/90 ausgezeichnet wurde.
In den Spielzeiten 1987/88 und 1988/89 fiel Ablanedo aufgrund von Knieverletzungen monatelang aus. In der Saison 1992/93 musste er von Januar bis März 1993 wegen eines Kieferbruchs pausieren, den er sich in einem Pokalspiel gegen Rayo Vallecano zugezogen hatte. In der Saison 1993/94 kugelte er sich die rechte Schulter aus. Um die Position der Schulter zu fixieren, musste sich Ablanedo einer Operation unterziehen, weshalb er fünf Monate lang nicht spielen konnte.
Nachdem er in den folgenden drei Spielzeiten regelmäßig spielte, wurde nach dem 21. Spieltag der Saison 1997/98 auf die Ersatzbank verbannt. Sein letztes Spiel in der Primera División bestritt er am 15. März 1998 gegen Real Oviedo statt. Am Ende der Saison stieg Sporting in die Segunda División ab. In der Saison 1998/99 bestritt Ablanedo nur noch zwei Spiele und beendete nach Saisonschluss seine Karriere.

### Nationalmannschaft
Ablanedo spielte für die spanische U-18-, U-21- und U-23-Nationalmannschaft. Mit der U-21 wurde er 1986 Europameister.
Sein Debüt in der A-Nationalmannschaft gab Ablanedo am 24. September 1986 in einem Freundschaftsspiel im heimischen Stadion El Molinón beim 3:1 gegen Griechenland. Keines seiner insgesamt vier Länderspiele absolvierte Ablanedo über die gesamte Spielzeit. Er wurde jeweils für Stammtorhüter Andoni Zubizarreta eingewechselt.
Ablanedo wurde als Ersatztorwart in das spanische Aufgebot für die Weltmeisterschaften 1986 und 1990 berufen. Er kam in beiden Turnieren jedoch nicht zum Einsatz.
Sein letztes Länderspiel bestritt Ablanedo am 16. Januar 1991 im Freundschaftsspiel gegen Portugal.

## Erfolge
- U-21-Europameister: 1986
- Zamora-Trophäe: 1985, 1986, 1990